# 米科诺斯
米科诺斯（希臘語：Μύκονος）是希腊南愛琴大區米科诺斯专区的市镇。行政中心为米科诺斯镇。市镇面积为105.2平方公里，2021年人口数量为10,704人。
米科诺斯市镇包括米科诺斯岛、提洛岛、里尼亞島及附近一些小岛。现今的米科诺斯市镇成立于2011年的地方政府改革中。